# Orsolya Finta
Orsolya Finta (* 19. Mai 1987 in Győr) ist eine ungarische Fußballspielerin.

## Karriere

### Verein
Finta startete ihre Karriere in der Jugend des Fészek Csempebolt NFK, wo sie in der Saison 2003/2004 in den Profi-Kader aufrückte. Nachdem sie eine gute erste Profisaison für Fészek CSNFK gespielt hatte, wechselte sie im Sommer 2004 zum Győri ETO FC. In Győr konnte sie sich jedoch nicht durchsetzen und wurde im Frühjahr 2006 für ein halbes Jahr an den Liga-Rivalen FC Sopron verliehen. Sie spielte in der Rückrunde 2005/2006, zehn Spiele und konnte dabei 5 Tore erzielen. Nach dem Ende der Leihe kehrte sie zu Győri ETO FC zurück und konnte die in ihr gesteckten Hoffnungen nicht erfüllen. Als Resultat aus den schwierigen Stand bei Győri ETO FC, wechselte sie im Mai 2007 zum Stadtrivalen Győri Dózsa SE. Bei Győri Dózsa reifte sie zur Führungs- und Nationalspielerin heran. Sie spielte in den dreieinhalb folgenden Jahren in 77 Spielen und erzielte dabei 39 Tore. Im Januar 2011 verkündete sie ihren Wechsel zu Soproni FAC.
Am 16. Juli 2012 wechselte Finta nach Österreich zum 2. Liga Ost/Süd Verein ASK Baumgarten.

### Futsal
In den Sommer und Winterpausen der Saison 2006/2007 und 2007/2008 spielte sie als Spielmacherin, in der Amateur Futsal Liga in der Női Futsal für den Iris-Budapest Sportclub.

## Privates
2006 schrieb sich Finta an der Sapientia – Hungarian University of Transylvania im rumänischen Cluj-Napoca ein und machte 2010 hier ihren Bachelor. Anschließend arbeitete sie bis zu ihrem Wechsel nach Österreich, als Fachwirtin für regulatorische Angelegenheiten in der ungarischen Kleinstadt Kisújszállás.